# Baitugang
Baitugang är en köping i Kina. Den ligger i provinsen Henan, i den centrala delen av landet, omkring 190 kilometer sydväst om provinshuvudstaden Zhengzhou. Antalet invånare är 41 516. Befolkningen består av 19 132 kvinnor och 22 384 män. Barn under 15 år utgör 23,0 %, vuxna 15-64 år 68 %, och äldre över 65 år 7,0 %.
Runt Baitugang är det tätbefolkat, med 683 invånare per kvadratkilometer. Baitugang är det största samhället i trakten. Trakten runt Baitugang består till största delen av jordbruksmark.
Genomsnittlig årsnederbörd är 886 millimeter. Den regnigaste månaden är september, med i genomsnitt 152 mm nederbörd, och den torraste är januari, med 5 mm nederbörd.